# Avima bordoni
Avima bordoni is een hooiwagen uit de familie Agoristenidae.